# Nathalie Lemel
Nathalie Lemel, nascuda el 26 d'agost de 1827, ·  ·  a Brest (Finisterre), i morta el 1921, a Ivry-sur-Seine (Val-de-Marne), fou una militant anarquista i feminista que participa, a les barricades, a la Comuna de París de 1871.
Va ser deportada a Nova Caledònia amb Louise Michel.

## Biografia

### L'enquadernadora
Nathalie Lemel va créixer a Brest, on els seus pares, cònjuges Duval, tenien un cafè. Fou educada fins a l'edat de 12 anys, llavors es converteix en enquadernadora. El 1845, es va casar amb un enquadernador, vuit anys més gran que ella, Jerome Lemel, amb qui tengué tres fills. El 1849, la parella es va traslladar i es va instal·lar a Quimper, on van obrir una botiga de llibreters. Aquesta activitat durà fins a 1861, quan els esposos es declaren en fallida. Obligats a abandonar Bretanya, van a París a la recerca de treball.

### La militant
El seu primer treball a París sembla la venda de llibres i enquadernació, es convertí en activista socialista. El clima social agitat a Europa va crear el 1864 de l'Associació Internacional dels Treballadors a Londres, coneguda com a la Primera Internacional. L'agost de 1864, els treballadors enquadernadors es van declarar en vaga en un conflicte molt dur, un dels militants més importants és Eugène Varlin. El 1865, Nathalie Lemel s'adherí a la Internacional i quan una nova vaga va esclatar, forma part del comitè de vaga i va ser elegida delegada sindical, fet excepcional per a l'època. Es distingeix per la seva determinació i capacitat d'organització, lluita per la paritat salarial entre homes i dones. D'acord amb un informe de la policia: "Ella es va destacar per la seva exaltació, era responsable de la política; en els tallers, llegia en veu alta els diaris dolents, assistia assíduament als clubs." A això cal afegir una forta oposició al Segon Imperi. El 1868, va abandonar el domicili conjugal (a causa de l'alcoholisme del seu marit), cosa que no millorà la seva reputació ni als ulls dels ben pensants ni de la policia. Aquesta major disponibilitat augmentà el seu activisme: amb Varlin i altres enquadernadors, va participar en la creació de "La Ménagère", una cooperativa d'aliments i "La Marmite , "un restaurant obrer (que tenia un total de quatre establiments per 8.000 treballadors). Hi va estar empleada en la preparació d'aliments.

### La comunard

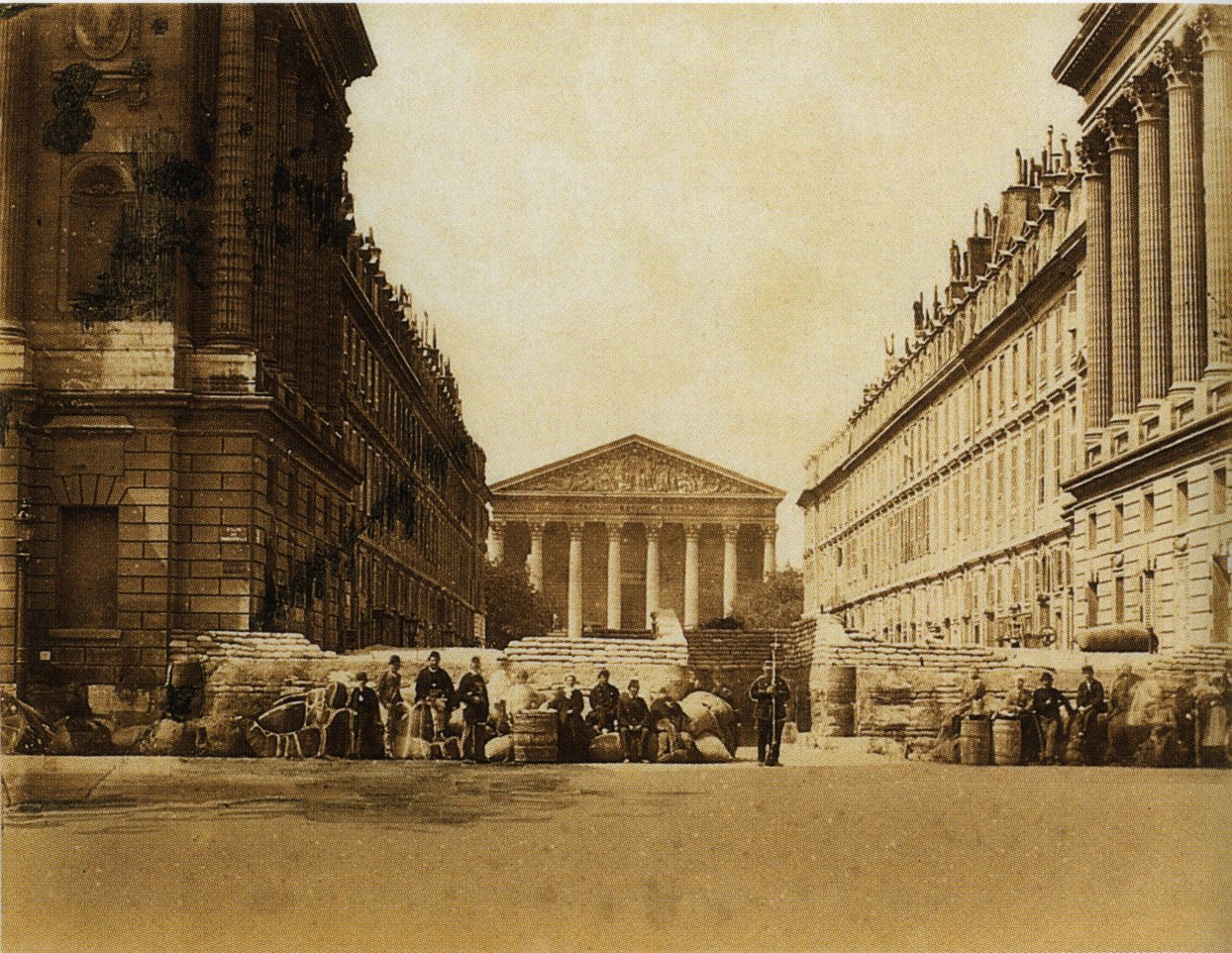
Barricada davant la Madeleine.

El començament de la insurrecció fou el 18 de març de 1871, a partir d'aquesta data, Nathalie Lemel és molt activa en els clubs de dones on sovint parlà. Aquestes discussions la van portar a crear, amb Elisabeth Dmitrieff (enviada en missió d'investigació de Karl Marx), la Unió de Dones, l'11 d'abril; formà part del comitè central.
El 26 de març, després de les eleccions, un consell revolucionari es va constituir en el qual hi trobem figures com Jules Vallès, Charles Delescluze, Raoul Rigault, Gustave Flourens, i Eugène Varlin. La ciutat de París és administrada per la Comuna fins a la Setmana Sagnant, quan el 21 de maig, les tropes de Versalles van entrar a la ciutat; aquesta setmana acaba el dia 28, amb les batalles finals al cementiri de Père-Lachaise. Durant aquest període, Nathalie Lemel és a les barricades al costat de la plaça Blanche i en particular la del carrer Pigalle. A més de lluitar contra les tropes, tenia cura dels ferits.
Després de la derrota de la Comuna, el Consell de Guerra la va condemnar a la deportació i la reclusió a la presó a Nova Caledònia. Refusà la gràcia demanada per ella a les autoritats pels seus amics. Fou embarcada a la Virginie, en el mateix comboi que Henri Rochefort i Louise Michel. Quan va arribar el moment de separar el lloc de deportació de les dones, Nathalie Lemel i Louise Michel s'hi oposen fermament. Van arribar cinc dies després dels homes, el 14 de desembre de 1873, sobre la península Ducos, lloc de deportació en recinte emmurallat on comparteixen la mateixa cabana, cosa que va poder haver tingut alguna influència intel·lectual en la seva codetenció. No va ser fins a la llei d'amnistia de 1880, abans de ser posada en llibertat i tornar a la metròpoli. Ella troba una feina al diari L'intransigeant i segueix la lluita per la condició femenina.
Va morir en la pobresa i patint de ceguesa l'any 1921 a l'Hospici d'Ivry-sur-Seine.

## Memòria
Avui dia hi ha un plaça Nathalie Lemel al districte 3er de París. La decisió d'anomenar aquest lloc, anteriorment sense nom, en honor de Nathalie Lemel va ser presa pel deliberació del 27 de març de 2006 del Consell del districte. La plaça va ser inaugurada el 8 de març de 2007 amb motiu del Dia Internacional dels Drets de la Dona. Està situada a la cantonada de la rue Dupetit-Thouars i de la Corderie, que antigament havia acollit la seu de la Primera Internacional. Nathalie Lemel vivia prop, a un carrer anomenat impasse Béranger.
Hi ha carrers, a Quimper, Rennes i Brest, i una plaça a Nanterre, que també porten el seu nom.